# K-Line

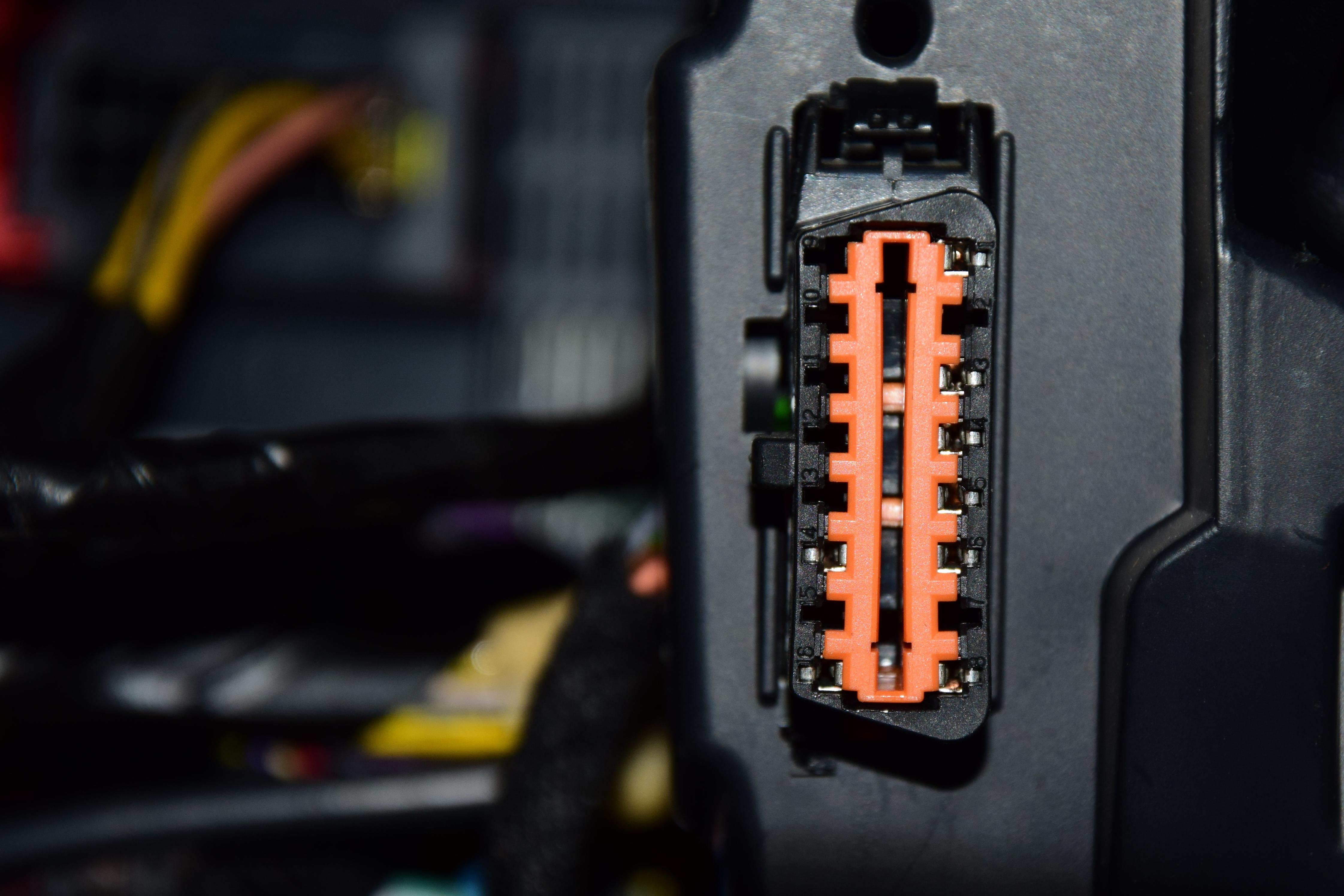
Діагностичний з'єднувач

K-Line — діагностична лінія зв'язку, встановлена між електронними блоками управління (ЕБУ), компонентами автомобіля і діагностичним роз'ємом. Використовується в системах з інжекторним уприскуванням палива двигунів внутрішнього згоряння (ДВЗ). K-Line і L-Line лінії застосовуються в протоколах ISO9141-2 і ISO14230, які власне і увійшли до стандарту OBDII.

## Практичне використання K-Line
Поряд з CAN інтерфейсом, K-Line активно використовується для діагностики сучасних систем управління двигуном і іншою бортовою електронікою. Використовуючи простий K-Line адаптер можна налаштувати безліч вузлів в автомобілях VAG групи. Для цього необхідно знати основні канали адаптації.
К-Line підтримується і професійними сканерами, за допомогою яких можна проводити діагностику всіх сучасних автомобілів.
Протоколи ISO9141 і ISO14230 схожі за апаратною реалізацією ліній передачі даних і відрізняється тільки за їхнім використанням (ISO 9141 - використовує обидві лінії K і L, а ISO 14230 - тільки K-лінію). Тому сканери, що відповідають стандартові ISO 9141, можуть задовільняти також ISO 14230, але не навпаки.

## Програмне забезпечення для діагностики авто
Існує величезна кількість вільно поширюваного і комерційного програмного забезпечення для діагностики різних автомобілів і пристроїв, оснащених К-Line. Серед пристроїв, які працюють з К-лінією, можна назвати наступні: автомобільні опалювачі Webasto, кондиціонери, блоки комфорту, сигналізації, а також щитки приладів. Для роботи з такими пристроями з К-Line потрібні спеціальне програмне забезпечення, K-Line адаптер і програми для роботи з автомобілями. Короткий список ПЗ:
- Volkswagen, Audi, Seat і Skoda: ВАСЯ Диагност 1.1 (VCDS Lite), VAG-COM[1] 3.11, VAG Tool.
- ВАЗ і ГАЗ: Мотор-тестер, My Tester VAZ, My Tester GAZ, Diagnostic tools, Auto VAZ, kwp_d, icd.
- Daewoo і ЗАЗ: Sens Diag, Daewoo AKM (T-Monitor), Daewoo Scan, kwp_d та ін
- Chevrolet: ChevroletExplorer.
- Cherry Tiggo: (ЕБУ Delphi MT20U) з використанням програми TiggoDiag.
- Toyota, Nissan, Daihatsu: Тестер ECU-III
- Renault: Renault CAN Clip